# Siksto II.
Siksto II. (lat. Sixtus II), papa od 31. kolovoza 257. do 6. kolovoza 258., mučenik i svetac. Spomendan mu je 7. kolovoza

## Životopis
Prema knjizi Liber pontificalis rodio se u Grčkoj, ali nije posve poznato. Kao papa, obnovio je veze s afričkim i istočnim crkvenim zajednicama. Tamo je uspostavio vrlo dobre odnose s Ciprijanom, biskupom u Africi, koji se zalagao za autonomiju afričke Crkve, iako se papa tome protivio. Pisao je knjige. Car Valerijan dao ga je smaknuti odrubljivanjem glave. Mučen je zajedno sa šestoricom đakona 6. kolovoza 258. Prvotno je pokopan u Kalistovim katakombama, a kasnije mu je tijelo preneseno u baziliku svetog Siksta (Basilica di San Sisto Vecchio).

## Štovanje
U Hrvatskoj mu je posvećena župa sv. Siksta u Pribiću.

## Vanjske poveznice
Ostali projekti
|  | Zajednički poslužitelj ima još gradiva o temi Siksto II. |

Mrežna mjesta
- Siksto II., sv. Hrvatska enciklopedija